# Берлінський хліб
Берлінський хліб — різдвяна випічка з Бергішес-ланду, яка нагадує італійські кантучіні, але випікається лише один раз. Існують різні сорти берлінського хліба. Цілі смажені лісові горіхи або мигдаль змішують у густе тісто, яке за консистенцією схоже на тісто для пряників і завдяки сиропу цукрового буряка, какао чи шоколаду мають дуже темний колір.
У сучасних рецептах сироп часто замінюють коричневим цукром, який змінює колір і смак. Тісто випікають на деці і ще гарячим нарізають вузькими смужками. Після охолодження випічка стане дуже твердою, якщо її не запакувати в герметичний контейнер, поки вона ще тепла. Однак якщо його зберігати в жерстяних банках або інших закритих контейнерах, через кілька днів він стане крихким. Берлінський хліб можна зберігати кілька тижнів.